# Talat Tunçalp
Talat Tunçalp (1 de agosto de 1915 - 1 de janeiro de 2017) foi um ciclista turco que representou seu país nos Jogos Olímpicos de Verão de 1936 e 1948.